# Liste de villes du Soudan du Sud
Cet article dresse une liste des villes Sud-Soudanaises les plus peuplées. En 2025, des estimations présentent la population urbaine estimée en 2025, avec quatre villes du pays dépassant les 100 000 habitants.

Villes du Soudan du Sud

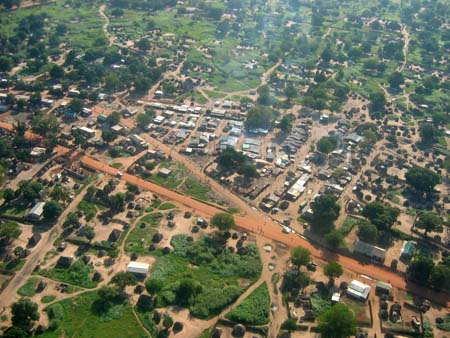
Djouba

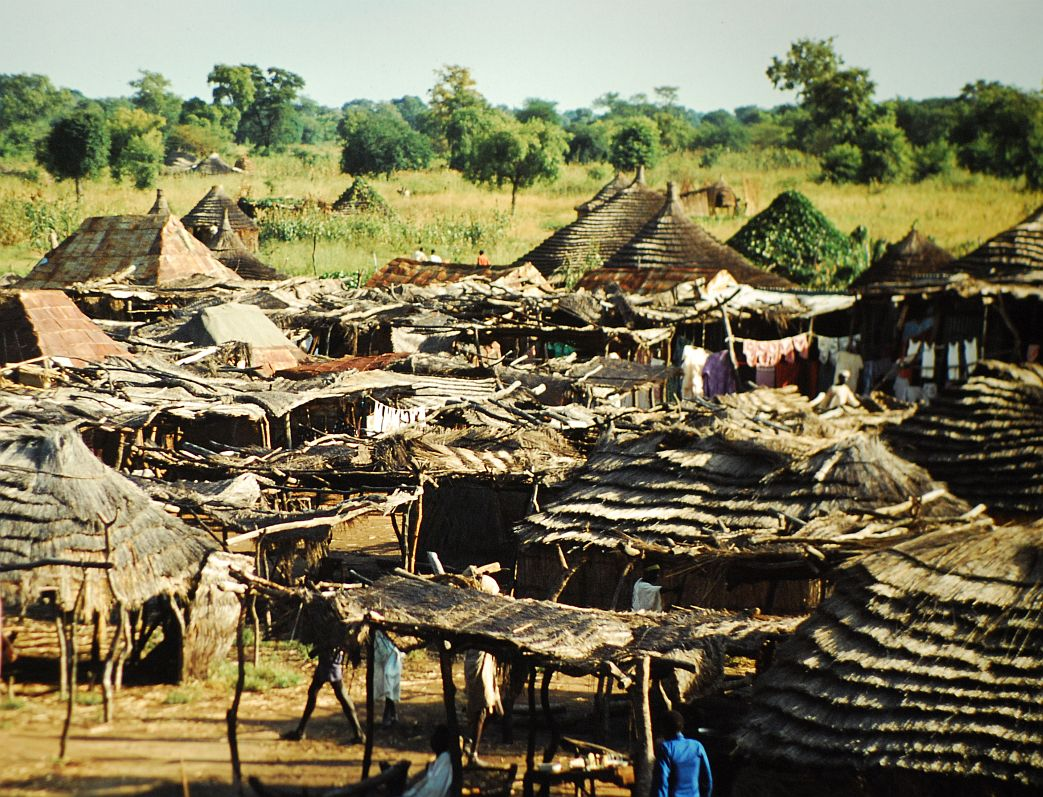
Wau

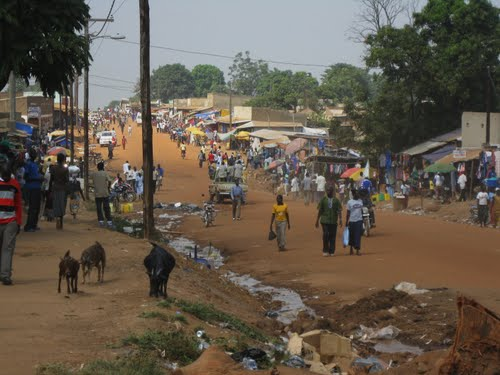
Yei

## Listes des plus grandes villes du Soudan du Sud
| Rang | Villes  | Capitale de l'état | État                      | Cens. 2008 | Est. 2025 |
| ---- | ------- | ------------------ | ------------------------- | ---------- | --------- |
| 1    | Djouba  | Oui                | Équatoria-Central         | 270 005    | 450 000   |
| 2    | Wau     | Oui                | Bahr el Ghazal occidental | 163 442    | 127 384   |
| 3    | Malakal | Oui                | Nil Supérieur             | 126 483    | 160 765   |
| 4    | Yei     | Non                | Équatoria-Central         | 111 268    | 40 382    |
| 5    | Yambio  | Oui                | Équatoria-Occidental      | 105 881    | 40 382    |
| 6    | Kuajok  | Oui                | Warab                     | 78 111     |           |
| 7    | Renk    | Non                | Nil Supérieur             | 69 079     |           |
| 8    | Bor     | Oui                | Jonglei                   | 61 716     |           |
| 9    | Aweil   | Oui                | Bahr el Ghazal du Nord    | 59 217     | 38 745    |
| 10   | Maridi  | Non                | Équatoria-Occidental      | 55 602     |           |
| 11   | Bentiu  | Oui                | Unité                     | 41 328     |           |
| 12   | Torit   | Oui                | Équatoria-Oriental        | 33 657     |           |
| 13   | Rumbek  | Oui                | Lacs                      | 32 100     | 32 083    |
| 14   | Ezo     | Non                | Équatoria-Occidental      | 31 644     |           |
| 15   | Nzara   | Non                | Équatoria-Occidental      | 30 754     |           |
| 16   | Tonj    | Non                | Warab                     | 30 180     |           |
| 17   | Gogrial | Non                | Warab                     | 28 946     | 38 572    |
| 18   | Raga    | Non                | Bahr el Ghazal occidental | 26 308     |           |
| 19   | Tumbura | Non                | Équatoria-Occidental      | 24 923     |           |
| 20   | Leer    | Non                | Unité                     | 17 827     |           |
|      | Pajok   | Non                | Équatoria-Oriental        |            | 49 000    |
|      | Winejok | Non                | Bahr el Ghazal du Nord    |            | 300 000   |

## Projet
En 2010, le Soudan du Sud qui était alors une province semi-autonome du Soudan eut pour projet de réorganiser ses villes de façon à leur donner une forme d'animaux de la jungle et de fruits exotiques vu du ciel ; Djouba prendrait la forme d'un rhinocéros, Wau, celle d'une girafe et Yambio, un ananas. Ce projet était estimé à plus de 10 milliards de dollars et n'a pas eu encore de suite ,.